# Черноусова, Екатерина Николаевна
Екатерина Николаевна Черноусова (род. 6 апреля 1971, Москва) — российская вокалистка, композитор, пианистка и аранжировщик. Руководитель и создатель джаз-фьюжн группы «Комнаты».

## Биография
В школе была солисткой детского хора музыкальной школы имени Константина Игумнова в Москве. В 1995 году окончила с красным дипломом Московскую государственную консерваторию имени П. И. Чайковского по специальностям «фортепиано» и «история музыки». Участвовала в фестивале «Новые имена» и фестивале современной музыки «Московская осень». Параллельно обучалась вокалу в ГИТИСе у педагога И. Кожинова и после того несколько лет сама там же преподавала вокал. В 1996—2001 работала концертмейстером театра «Кремлёвский балет», принимала участие в постановках балетов «Ромео и Джульетта» и «Иван Грозный» с Юрием Григоровичем, Екатериной Максимовой, Ю. Володиным, Вадимом Тедеевым. Одновременно работала корреспондентом в газетах «Неделя», «Московская правда», «Московский комсомолец», писала о музыкальных событиях.
Начиная с 1997 года со своим учителем Даниилом Крамером стала выступать с джазовыми импровизациями и концертами в малом зале Московской консерватории, в Концертном зале имени П. И. Чайковского, в Центральном Доме журналиста, и на фестивалях джазовой музыки.
С 2003 года - артистка Президентского оркестра России. Участвовала в концертах и записях оркестра с Игорем Бутманом, Иосифом Кобзоном, Лучано Паваротти, Ларисой Долиной, Львом Лещенко.
В феврале 2006 г. в США обучалась импровизации, играла на фортепиано и пела.
В 2007 году начала давать концерты вокала в сопровождении симфонических, симфо-джазовых оркестров и больших джазовых бэндов.
В 2009 году стала членом Союза московских композиторов.
Регулярно выступает в клубах с российскими джазменами, её концерты проходят в различных странах. Начиная с 2004года многократно принимала участие в фестивале «Московская осень» (джазовое отделение) как солистка и пианистка. Участвовала в различных этно-джазовых фестивалях как пианист и вокалист.
По словам Анатолия Кролла: «Одно из удивлений и очарований российского джаза последних лет. Впечатляет невероятный букет её творческого дарования. Серьёзный композитор, изобретательный аранжировщик, виртуозная пианистка и певица, обладающая магической тайной редкого, истинно джазового чувства. Все это неизменно будет ждать Вас в каждой встрече с Екатериной Черноусовой как на сцене, так и в записях прекрасной музыки».

## Группа «Комнаты»
В 2003 году Екатерина Черноусова стала руководителем джаз-фьюжн группы «Комнаты» («Rooms»). С группой она записала в 2002-м и 2004-м гг. два альбома с собственной музыкой и аранжировками народной и классической музыки, а также джаза.
Состав группы «Комнаты»:
Дмитрий Власенко (ударные)
Андрей Антимонов (кларнет, саксофоны, перкуссия)
Антон Кончаков (кларнет, бас-кларнет)
Евгений Печников (бас-гитара)
Руслан Капитонов (ударные)

## Дискография
- 2004 — «Комнаты»: «Im Telech», аранжировки еврейских народных и популярных мелодий в современных джазовых ритмах и формах развития музыки [10].
- 2007 — «Feelin’ Russia», с Андреем Антимоновым и др.; собственные музыкальные композиции, авторские обработки народных тем [7][11]
- 2009 — «Весенние джаз-хороводы»; аранжировки джазовых стандартов, собственные музыкальные композиции, авторские обработки народных тем и фантазии на темы русской и зарубежной классики — Римский-Корсаков, Равель, Рахманинов, Прокофьев[4][6][7].
- 2020 — «Русское настроение», при участии Андрея Антимонова и др.; собственные музыкальные композиции, авторские обработки народных тем и фантазии на темы русской классики (Римский-Корсаков)[6][12].
- 2021 — «Это я», при участии Андрея Антимонова, Алексея Кузнецова и др.; собственные музыкальные композиции, аранжировки джазовых стандартов, авторские обработки народных тем и фантазии на темы русской и зарубежной классики (Римский-Корсаков, Верди).[13][14]